# Altach
Altach  är en ort och kommun i distriktet Feldkirch i förbundslandet Vorarlberg i Österrike. I norr gränsar kommunen till Schweiz.